# Bauzemont
Bauzemont é uma comuna francesa na região administrativa de Grande Leste, no departamento de Meurthe-et-Moselle. Estende-se por uma área de 6,32 km². Em 2010 a comuna tinha 160 habitantes (densidade: 25,3 hab./km²).